# Carl Gustaf Pilo
Carl Gustaf Pilo (født 5. marts 1711 i Nyköping, død 2. marts 1793 i Stockholm) var en svensk maler, som blev både dansk og svensk hofmaler.

## Baggrund
Pilos gamle fader, som ville føre sønnen frem ad de studerendes vej, gav kun efter stærk modstand efter for sønnens ubetvingelige lyst til at blive maler og satte ham i lære hos en den gang vel anset, nu ganske forglemt maler Crisman i Stockholm. Den unge Pilo besøgte nu Akademiet der, malede, så godt han kunne, for at friste livet og havde i sin egenskab af svend hos Crisman så mange bataljer med malerlavet i Stockholm, der ville have ham tiltalt som bønhas (fusker) og løsgænger, at han til sidst forlod Sverige og rejste til Wien (1734).

## Karriere

### I København
Efter to års ophold i denne by vendte han hjem til Sverige og slog sig ned i Skåne, hvor han snart vandt navn som habil kontrafejer og malede en del for den skånske adel, således et stort familiebillede for en enkegrevinde Lewenhaupt. Efter nogle års forløb drog han til København (1741), hvor han hurtig opnåede at blive ridsemester (ɔ: tegnelærer) for de kongelige pager og landkadetterne, og hvor det lykkedes ham at vinde admiral, grev Danneskiold-Samsøes yndest, i hvilken høje herres galleri han nu flittigt studerede.
Den 5. oktober 1744 blev han optaget i den københavnske frimurerloge St. Martin.

### Dansk hofmaler og professor
Det bedrøvelige Akademi, som under Hieronimo Mianis og Louis-Augustin le Clercs ledelse sad med sin halve snes lærlinge i enken Lyders' hus, støttede han ved selv at tegne og undervise i tegning der, ligesom han også nogle år senere syslede med en plan til Akademiets "Forbedring". Samtidig malede han en del portrætter, deriblandt et af kronprinsesse Louise, fik 1745 en kongelig årpenge af 500 rigsdaler kurant – en betydelig sum – og blev 1747 kongelig hofmaler. Han blev også en del år senere ridsemester for kronprins Christian (VII). Da den hendøende kunstskole under Eigtveds ledelse vågnede til nyt liv, var Pilo den ene af de fire første professorer, der ansattes ved Akademiet (1748), og da dette endelig langt om længe havnede på Charlottenborg, var det Pilo, som der holdt talen til hans majestæt ved Akademiets indvielse 30. marts 1754.

### Direktør for Akademiet
Få dage efter fjernedes den fortjente Eigtved. Under den myndige Salys direktorat havde Pilo kun ringe indflydelse på Charlottenborg; men da Saly 1771 nedlagde direktoratet, blev Pilo hans eftermand. For at skaffe Akademiet en mægtig beskytter foranledigede Pilo, at arveprins Frederik udnævntes til præses (1772), men da præses første gang indfandt sig i Akademiet på dettes stiftelsesdag, holdt Pilo ikke den sædvanlige hyldesttale til prinsen, hvad denne næppe har glemt Pilo. Det er da også øjensynligt, at Pilo fra tiden omkring Johann Friedrich Struensees fald ikke mere var i nåde på de høje steder, og han, som var en stolt mand med stærk selvfølelse, har mulig undertiden stødt de store og mægtige for hovedet ved djærv optræden.

### Afsked med Danmark
Det lykkedes ham dog endnu at frelse Charlottenborg - hvor Pilo havde embedsbolig - for Akademiet, da meget indflydelsesrige personer ville have Kunstakademiet ud af slottet. Da kort efter Gustav III sendte Pilo Ridderkorset af den nystiftede Vasaorden, søgte og fik Pilo Christian VII's tilladelse til at anlægge og bære denne dekoration og i tilgift et tilsyneladende hjerteligt lykønskningsbrev fra Ove Høegh-Guldberg, men to måneder efter krævede regeringen ham barsk en erklæring om og redegørelse for den riddered, han havde aflagt til den svenske konge, og som man vel fandt utilbørlig for en embedsmand i kongen af Danmarks tjeneste. Pilo afgav de forlangte oplysninger og fik derefter ordre til inden 24 timer at rejse til Gottorp Slot og male prins Carl af Hessen og dennes familie.
Men da det var almindelig bekendt, at nævnte prins stod i begreb med at afrejse til Norge, så Pilo i denne ordre et odiøst forsøg på at fjerne ham fra det Akademi, hvis leder han var, og hvis måske for nidkære talsmand han havde været, og på helt og holdent at blive ham kvit. Dette har dog næppe været magthavernes mening, men Pilo, der følte sig dybt såret, forlangte straks sin afsked af kongens tjeneste, hvad monarken i høj grad tog ham ilde op, og fik den og endda en pension af 300 rigsdaler kurant, men tillige -- skriver han senere til Gustav III - "blev jeg forvist Danmark". Og da Akademiet var samlet 28. september 1772 og ventede på sin direktør, indløb der skrivelse fra præses, at Akademiet havde at vælge en ny direktør i stedet for Pilo, som var afskediget.

### Svensk hofmaler og akademidirektør
Pilo, der, som der meldes, snart skal have angret sin overilelse og 1773 gennem det danske udenrigsministerium have indledet underhandlinger om at vende tilbage til København, gik til Helsingborg, derfra til Stockholm, hvor Gustav III modtog ham med åbne arme, og bosatte sig derpå i Nyköping. 1775 blev han medlem af Akademiet i Stockholm og 1778 dettes direktør. Han døde i Stockholm 2. marts 1793, barnløs. Han havde været to gange gift. Hans første ægteskab ophævedes 1747, da det kom for en dag, at konen, Eva Marie født Malmgren, var skyldig i bigami; 1749 ægtede han Charlotte Marie Dorothea Desmarez, søster til Almers hustru og født i København af franske forældre.

## Stil og produktion
Som kunstner var Pilo hovedsagelig portrætmaler - skønt hans billeders portrætlighed er blevet meget omtvistet - og overvættes frugtbar. Utallige er de billeder, store og små, han fra 1748 til hen ad 1770 malede for det danske hof, af Frederik V, dronningerne Louise og Juliane Marie, Christian VII, Caroline Mathilde osv. i brystbilleder, knæstykker, hel figur, til hest; disse malerier anvendtes mest som kongelige gaver til fyrstelige personer og høje herrer. Desuden malede han talrige portrætter af adelspersoner, diplomater, ansete embedsmænd og københavnske borgere, som af den russiske gesandt Johann Albrecht von Korff, af Adam Gottlob Moltke, Johan Ludvig Holstein, Enevold Ewald, et par akademiprofessorer osv., og mange er uden tvivl de arbejder af Pilo, som endnu findes i gamle københavnske patricierhuse. Endog helt ned til den i de dage lidet estimerede skuespillerstand nåede hans frugtbare pensel, han malede således det bekendte portræt af skuespillerinden Caroline Thielo.
Han må, efter hans produktion at dømme, have malet med overordentlig lethed; hans billeder er dog ikke mesterværker, der er ikke altid tilstrækkelig kraft og dybde i farvegivningen, derimod ofte kedelige gråliggrønne toner i de tilbagetrædende partier af køddelene; bedst er uden tvivl enkelte af hans portrætter, som Chr. Æmilius Biehls på Charlottenborg. Han malede også genrebilleder i de bedste hollandske masteres smag, blomster og fugle osv. Hans sidste (ufuldendte) arbejde var det store Gustav III's kroning (se billedet i denne artikel), på Drottningholm.